# Edgar Ott
Edgar Ott (* 2. Juli 1929 in Berlin-Dahlem; † 13. Februar 1994 in Berlin) war ein deutscher Schauspieler, Hörspielsprecher und Synchronsprecher.

## Leben
Edgar Otts schauspielerische Laufbahn begann am Berliner Hebbel-Theater, wo er auch die Schauspielschule besuchte, und an der Tribüne. Von Beginn der 1950er Jahre an gehörte er mehr als 30 Jahre zu den Chargendarstellern der Staatlichen Schauspielbühnen Berlin. Von 1975 bis 1979 spielte Ott in 39 Folgen der ARD-Krimiserie Kommissariat 9 eine der Hauptrollen.
Bekannt wurde während der Zeit seiner Berufstätigkeit vor allem seine Stimme. Im Synchronstudio versah Ott nicht nur bekannte ausländische Kollegen wie Telly Savalas (als Kojak in Einsatz in Manhattan), Bill Cosby (Tennisschläger und Kanonen) und Gordon Jackson (Das Haus am Eaton Place und Die Profis) mit seiner deutschen Stimme, sondern auch beliebte Zeichentrickfiguren. Seine Stimme ist in zahlreichen Walt-Disney-Filmen zu hören. Als Balu, der Bär, sang er in dem Film Das Dschungelbuch den Song Probier’s mal mit Gemütlichkeit. Er sang und sprach auch den Küchenchef Toni in Susi und Strolch (1968), den Straßenkater Thomas O’Malley in Aristocats (1970), Little John in Robin Hood (1973), den Professor Rattenzahn in Basil, der große Mäusedetektiv (1986) oder den Meereskönig Triton in Arielle, die Meerjungfrau (1989).
Eine seiner bekanntesten Hörspielrollen – er wirkte in 312 Hörspielen als Sprecher mit – war die des sprechenden Elefanten Benjamin Blümchen, die er von 1977 bis zu seinem Tod sprach. Auch in einigen Benjamin-Blümchen-Trickfilmen sprach er die Rolle.
In drei Filmen der Asterix-Reihe sprach er die Figur des Obelix. Außerdem lieh er dem Krümelmonster in der Sesamstraße und Bongo Bärentatze aus der Hörspielreihe Xanti seine Stimme. Ott sprach u. a. auch Lino Ventura in Das Verhör, Lloyd Bridges in Hot Shots, Bud Spencer in Heute ich… morgen Du! sowie Sidney James in mehreren Filmen der Carry-On-Filmreihe, bei deren Synchronisation er auch einige Male Regie führte.
Edgar Ott war mit der Schauspielerin Liane Croon verheiratet. Er starb 1994 bei einem Spaziergang mit seinem Hund im Alter von 64 Jahren an einem Herzinfarkt. Seine letzte Ruhestätte fand er auf dem Friedhof der Inselkirche St. Severin in Keitum auf Sylt.

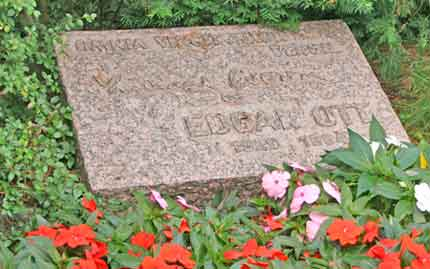
Die Grabstätte des Schauspielers Edgar Ott auf dem Inselfriedhof in Keitum auf Sylt.

Mehrere seiner Rollen (u. a. das Familienoberhaupt Earl in der Serie Die Dinos) wurden seitdem von Jürgen Kluckert gesprochen; einige Ausnahmen bilden hierbei die Rolle des Tigers aus der Film- und Fernsehreihe Feivel, der Mauswanderer, die nach Otts Tod in den direkt auf Video veröffentlichten Filmfortsetzungen Feivel der Mauswanderer: Der Schatz von Manhattan und Feivel der Mauswanderer: Das Ungeheuer von Manhattan von Tom Deininger synchronisiert wurde.
Ein im Sommer 2015 erschienenes Musikalbum des Potsdamer Liedermachers Christoph Enderlein mit dem Titel My Friend ist explizit Edgar Ott gewidmet.

## Filmografie
- 1955: Der 20. Juli
- 1966: Kubinke
- 1967: Die Brücke von Remagen
- 1975–1979: Kommissariat 9 (Fernsehserie)
- 1980: Tatort – Beweisaufnahme

## Synchronisation (Auswahl)
Phil Harris
- 1967: als Balu, der Bär in Das Dschungelbuch
- 1970: als O’Malley in Aristocats
- 1973: als Little John in Robin Hood

Jacques Morel
- 1970: als Obelix in Asterix und Kleopatra
- 1971: als Obelix in Asterix der Gallier
- 1976: als Obelix in Asterix erobert Rom

Dom DeLuise
- 1981: als Victor Prinzim/Captain Chaos in Auf dem Highway ist die Hölle los
- 1986: als Tiger, die Tigerkatze in Feivel, der Mauswanderer
- 1991: als Tiger, die Tigerkatze in Feivel, der Mauswanderer im Wilden Westen

Lino Ventura
- 1979: als Romain Dupre in Ein Mann in Wut
- 1981: als Insp. Gallien in Das Verhör

Lloyd Bridges
- 1980: als Steven McCroskey in Die unglaubliche Reise in einem verrückten Flugzeug
- 1982: als Steven McCroskey in Die unglaubliche Reise in einem verrückten Raumschiff

James Earl Jones
- 1982: als Thulsa Doom in Conan der Barbar
- 1990: als Admiral James Greer in Jagd auf Roter Oktober

Telly Savalas
- 1983: als Memphis in Blutrausch
- 1984: als Hymie Kaplan in Auf dem Highway ist wieder die Hölle los

John Ashton
- 1985: als Det. Sgt. John Taggart in Beverly Hills Cop – Ich lös’ den Fall auf jeden Fall
- 1987: als Det. Sgt. John Taggart in Beverly Hills Cop II

Sidney James
- 1986: als Sergeant Frank Wilkins in Ist ja irre – Diese strammen Polizisten
- 1987: als Sir Rodney Ffing in Ist ja irre – Nur nicht den Kopf verlieren

### Filme
- 1959: Denny Miller als Tarzan in Tarzan, der Herr des Urwaldes
- 1959: Robert Brown als Galeerenoffizier in Ben Hur
- 1966: Antonio Casale als Jackson/Bill Carson in Zwei glorreiche Halunken
- 1967: Tetsurō Tamba als Tiger Tanaka in James Bond 007 – Man lebt nur zweimal
- 1968: Herb Edelman als Murray in Ein seltsames Paar
- 1971: Bruce Cabot als Burt Saxby in Diamantenfieber
- 1972: Claude Bertrand als Kapitän Haddock in Tim und der Haifischsee
- 1972: Luigi Pistilli als Vizekommissar Mercuri in Milano Kaliber 9
- 1973: Scott Beach als Ladenbesitzer Mr. Gordon in American Graffiti
- 1975: George Givot als Toni in Susi und Strolch
- 1976: Jack O’Halloran als Joe Perko in King Kong
- 1980: Clive Revill als Imperator in Das Imperium schlägt zurück
- 1980: Scatman Crothers als Dick Hallorann in Shining
- 1984: Pierre Tornade als Viehhändler in Asterix der Gallier
- 1984: Amrish Puri als Mola Ram in Indiana Jones und der Tempel des Todes
- 1984: Alan Oppenheimer als Skeletor in Das Geheimnis des Zauberschwertes
- 1985: Lou Marsh als Mafioso „Fletcher“ in Die Miami Cops
- 1986: Vincent Price als Prof. Rattenzahn in Basil, der große Mäusedetektiv
- 1988: als Elefant in In der Arche ist der Wurm drin
- 1990: Kenneth Mars als König Triton in Arielle, die Meerjungfrau
- 1991: Jeffrey Tambor als Vance Crasswell in Das Leben stinkt
- 1993: Brion James als Det. Eddie Eiler in Tödliche Nähe

### Serien
- 1974: Björn Gustafson als Alfred in Michel aus Lönneberga
- 1977–1983: Gordon Jackson als Major George Cowley in Die Profis
- 1983: Stephen Elliott als Steven Baldwin in Hart aber herzlich
- 1984: Michael Lerner als Arthur Radner in Hart aber herzlich
- 1984–1987: François Périer als Anwalt Terrasini in Allein gegen die Mafia
- 1988: Lorne Greene als Buddy Bowers in Love Boat
- 1985: John Vernon als Travis Saunders in Hart aber herzlich
- 1987–1990: Al Waxman als Lt. Bert Samuels (2. Stimme) in Cagney & Lacey
- 1988: Telly Savalas als Dr. Fabian Cain in Love Boat
- 1991: als Benjamin Blümchen (1. Stimme) in Benjamin Blümchen
- 1993–1994: Stuart Pankin als Earl Sinclair (1. Stimme) in Die Dinos
- 1994: Brian Keith als Mullibok in Star Trek: Deep Space Nine

## Hörspiele (Auswahl)
- 1955: Rudolf Bayr: Agamemnon muß sterben (Wächter) – Regie: Hans Conrad Fischer (Hörspiel – SFB)
- 1964–1978: Diverse Autoren: Damals war’s – Geschichten aus dem alten Berlin (in elf Geschichten mit 138 Folgen hatte er eine durchgehende Rolle) – Regie: Ivo Veit u. a. (40 Geschichten in 426 Folgen) (RIAS Berlin)
- 1977–1994: Folge 1–80 Benjamin Blümchen (als Benjamin Blümchen)